# Aramón Javalambre
La estación de esquí de Aramón Javalambre está situada en el Sistema Ibérico, concretamente en el municipio de Camarena de la Sierra, en la provincia de Teruel (España) en la comarca de Gúdar-Javalambre y en la sierra del mismo nombre.

## Descripción
Es una bonita estación con 12.2 km esquiables, abierta hace tan solo diez años, junto con la estación invernal de Aramón Valdelinares son las dos estaciones de esquí más accesibles a los aficionados de la Comunidad Valenciana.

## Servicios
Escuela de esquí, alquiler y reparación de esquíes, cafetería, autoservicio, guardaesquíes, servicio médico, hilo musical y aparcamiento asfaltado.
Durante el verano también está abierta para realizar otro tipo de actividades al aire libre como, escalada, barranquismo, mountain bike, parapente, senderismo, etc.